# Tinie Tempah
Patrick Chukwuem Okogwu , conhecido pelo seu nome artístico Tinie Tempah (Londres, 7 de Novembro de 1988) é um rapper britânico, compositor e produtor musical. Ele assinou com a Parlophone Records em 2009, uma subsidiária da Warner Music Group. Ele criou a própria gravadora e a marca de moda, Disturbing London, (DL Records) em 2007 em conjunto com o seu primo, Dumi Oburota.
Após lançar algumas mixtapes, ele lançou seu álbum de estreia, Disc-Overy, em Outubro de 2010. Precedido por 2 singles numero 1 nas paradas britânicas, Pass Out e Written in The Stars, o álbum alcançou o numero 1 e  obteve o certificado de platina no ano seguinte. Em Fevereiro de 2011, ele ganhou dois Brit Awards para Melhor Artista Revelação Britânico e Melhor Single Britânico. 
Em Novembro de 2013, ele lançou o seu segundo álbum, Demonstration. Precedido por Top Ten singles "Trampoline" e "Children of the Sun", o álbum alcançou o numero 3 na parada britânica e obteve o certificado de ouro no ano seguinte. Em Junho de 2015, ele lançou o 1º single do seu 3º álbum, Not Letting Go, o que deu a ele o 6º numero 1 na parada britânica.

## Discografia
- Disc-Overy (2010)
- Demonstration (2013)
- Youth (2016)